# 尼戈格利亞河

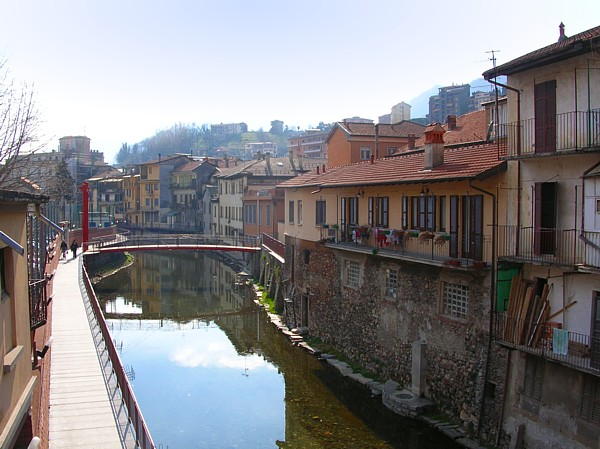

尼戈格利亞河是意大利的河流，位於該國北部皮埃蒙特大區，河道全長2公里，發源自奧爾塔湖北端，流經奧梅尼亞，最終注入斯特羅納河。